# Denys Bezborod'ko
Denys Olehovyč Bezborod'ko (in ucraino Денис Олегович Безбородько?; Černihiv, 31 maggio 1994) è un calciatore ucraino, attaccante del Kudrivka.

## Carriera

### Club
Ha giocato nella prima divisione ucraina.

### Nazionale
Ha giocato nelle nazionali giovanili ucraine Under-19 ed Under-21.